# نشانه گودل
نشانهٔ گودل (انگلیسی: Goodell's sign) یکی از نشانه‌های بالینی بارداری است که به نرم‌شدن شدید بخش واژینال دهانه رحم در اثر افزایش رگ‌سازی موضعی گفته می‌شود. این افزایش عروق نتیجهٔ هیپرتروفی و احتقان عروقی در زیرِ رحمِ در حالِ رشد است. نشانهٔ گودل معمولاً حوالی هفتهٔ ششم بارداری ظاهر می‌شود و نام خود را از ویلیام گودل (۱۸۲۹–۱۸۷۴) می‌گیرد.